# Duomo di Benevento
Il duomo di Benevento, che ha per nome ufficiale quello di cattedrale metropolitana di Santa Maria de Episcopio, è la sede vescovile dell'arcidiocesi di Benevento e il principale luogo di culto della città.
Esistente sin dalle origini della chiesa beneventana, fu quasi totalmente distrutta dai bombardamenti degli Alleati nella Seconda guerra mondiale, e successivamente ricostruita.
La cattedrale si affaccia nella piazza omonima; alle sue spalle si trova il palazzo arcivescovile.

## Storia
Il duomo di Benevento fu il primo tempio cristiano eretto nella città, in forma umile e primitiva, quando la nuova religione arrivò per le vie consolari nell'allora colonia romana e vi fu stabilita la prima organizzazione ecclesiastica. L'edificio sorse nel centro dell'antica città romana: dove è ora la chiesa vi era il Campidoglio.
La fondazione più antica è fatta risalire agli inizi del VII secolo, mentre le dimensioni odierne furono raggiunte con la riedificazione dell'VIII secolo, che trasformò l'antica chiesa nella cripta della nuova. Tale riedificazione è uno dei momenti più importanti di un complesso intervento urbanistico stimolato dal duca longobardo Arechi II, intento a ripristinare le dimensioni urbane di epoca romana, dopo che il goto Totila aveva distrutto le mura di cinta. Il duomo fu consacrato al tempo del vescovo Davide (782-796) e fu intitolato a Sancta Maria de Episcopio.
Il tempio fu rifatto, ampliato, trasformato diverse volte, e per questo non ebbe mai unità di stile, non fu mai l'espressione artistica di una determinata epoca, il che è, d'altra parte, un fatto comune a tutta l'architettura medievale. Anche quando avrebbe assunto la forma di chiesa a cinque navi con spazioso presbiterio, i suoi pregi artistici sarebbero stati da ricercarsi, più che nelle strutture architettoniche, nei particolari di sculture e di altri fregi marmorei o bronzei delle più disparate epoche.

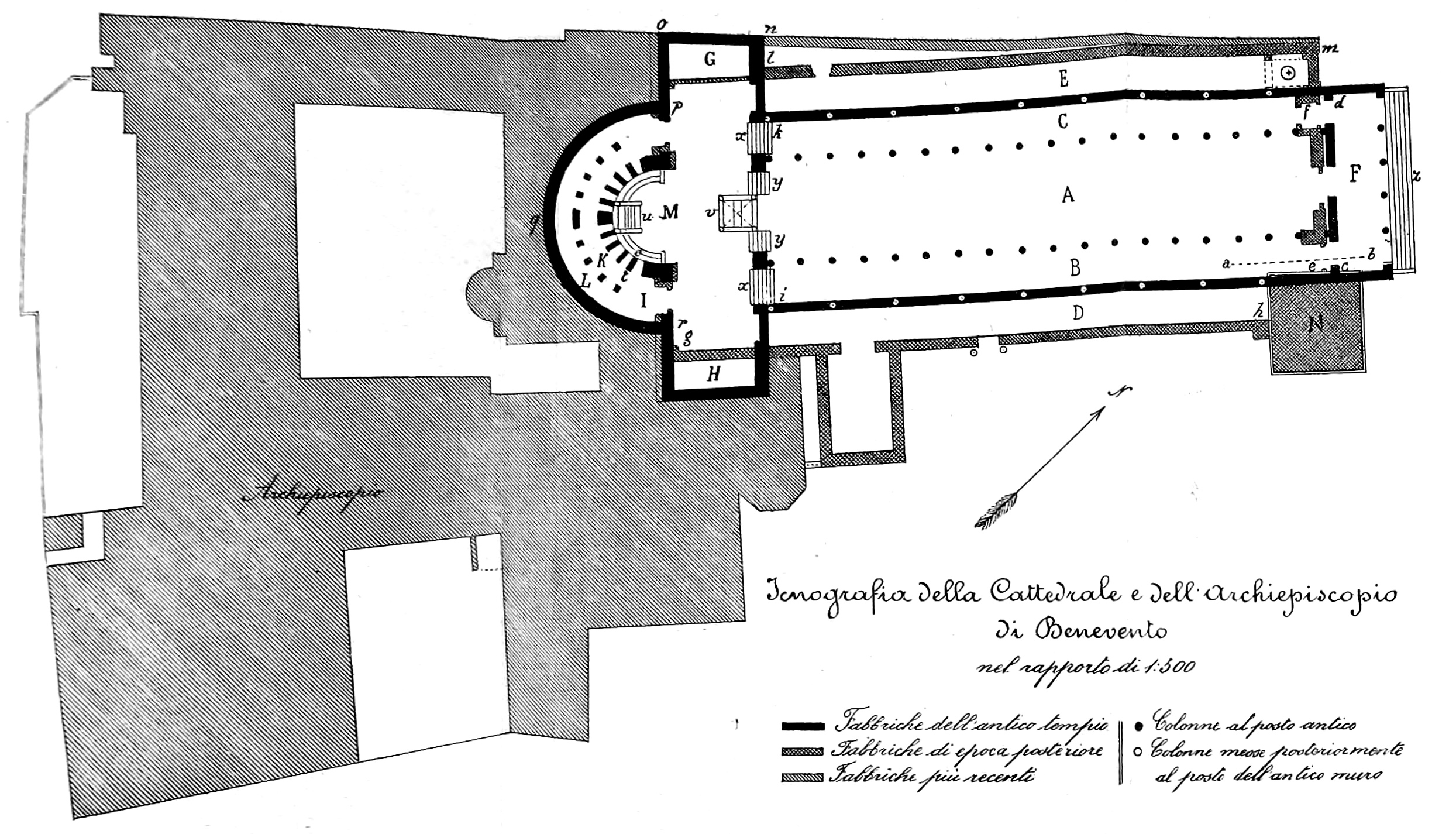
Pianta della cattedrale del IX secolo

Il principe longobardo Sicone verso l'anno 830 ampliò la cattedrale a tre navate e vi collocò colonne marmoree del più puro stile classico, che costituirono la caratteristica più inconfondibile del vecchio duomo di Benevento fino alla distruzione del 1943. Il principe Sicardo apportò ulteriori abbellimenti al tempio e ne arricchì il tesoro.
Nella seconda metà del secolo X, sotto il pontificato di Giovanni XIII, la città di Benevento divenne arcivescovado, il primo dell'Italia meridionale ed uno dei primi in Europa, con molte sedi suffraganee. In tale occasione, l'arcivescovo Roffredo apportò modifiche ed ulteriori ampliamenti alla cattedrale la quale, però, restò priva di una degna facciata e del campanile fino al XIII secolo. A questi, che attualmente sono i principali resti dell'antica cattedrale, provvidero, rispettivamente, i vescovi Ruggero e Romano Capodiferro.
Nel secolo successivo, l'interno del duomo si arricchì di due amboni, veri gioielli d'arte costruiti dal francescano Nicola di Monteforte.
Il 30 novembre 1456 la cattedrale, ormai completa, fu gravemente danneggiata da una scossa tellurica, ma venne riparata con l'aiuto di papa Pio II e consacrata il 4 novembre 1473 da Giacomo Appiano, vescovo di Gravina. Sembra che fu in questo restauro quattrocentesco che la chiesa fu divisa in cinque navate.

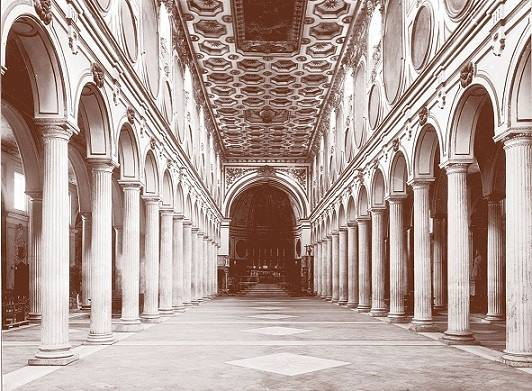
L'interno barocco prima del bombardamento del 1943

L'arcivescovo Giovan Battista Foppa, intorno alla metà del XVII secolo, dopo aver rialzato di molto il soffitto della navata centrale rispetto a quello delle quattro minori, lo rifece a cassettoni dorati, e lo stesso lavoro eseguì alla nave trasversale occupata dal presbiterio. Il barocco entrava così nel tempio, per regnarvi incontrastato nei successivi restauri.
L'arcivescovo Vincenzo Maria Orsini (poi papa Benedetto XIII) nel 1687 apportò ulteriori modifiche. Furono rinforzati dalle fondamenta i due muri laterali, furono abbattute, all'esterno, certe casupole addossate al campanile, e all'interno alcune cappelle disposte senza simmetria nelle navate laterali, l'altare centrale fu rivestito di marmi preziosi, venne rifatto il pavimento ed il coro e completato il soffitto; la cattedrale venne infine fastosamente decorata, così che quando il 14 novembre 1687 venne consacrata apparve rifatta più che restaurata.
Il violentissimo terremoto del 5 giugno 1688 la rovinò completamente, ma Orsini nel giro di quattro anni la fece ricostruire per essere riconsacrata solennemente il 26 maggio 1692, festa di San Filippo Neri.
Altri lavori però furono necessari dopo il terremoto del 1702, quando la chiesa finì per assumere la forma che sostanzialmente durò fino al 1943, quando gli eventi bellici della seconda guerra mondiale ne determinarono la totale distruzione.
Questa cattedrale fu gravemente danneggiata dagli Alleati quattro giorni dopo l'armistizio, tra il 12 ed il 14 settembre del 1943; infatti, gli statunitensi, nel tentativo di distruggere il ponte Vanvitelli, uno dei veri obiettivi militari, sacrificarono e danneggiarono l'intero centro storico. La facciata della cattedrale era protetta da una muraglia di sacche di sabbia, ma fu comunque colpita e danneggiata da risultare fortemente instabile; si ipotizzò la necessità di abbatterla, ma poi, grazie anche all'intervento dell'architetto che si occupava dei lavori, si riuscì a scongiurare tale soluzione con un intervento di fortificazione ad hoc, salvando la facciata risalente all'XI secolo. Dopo la guerra, iniziarono le pratiche per la ricostruzione curate dall'arcivescovo mons. Agostino Mancinelli, sotto la direzione della Pontificia commissione centrale per l'arte sacra in Italia, presieduta da Giovanni Costantini; fu la stessa commissione ad occuparsi della scelta dell'architetto Paolo Rossi De Paoli. Approntato il plastico, fu esposto al pubblico sul Corso Garibaldi, nei pressi dell'Arco di Traiano. Il primo luglio del 1950 si trovava a Benevento, per la fiera campionaria di piazza Risorgimento, il presidente della Repubblica dell'epoca, Luigi Einaudi; si profittò per invitarlo alla cerimonia per la posa della prima pietra. In quegli anni un po' ovunque, in tutta Italia, era in atto la ricostruzione; i lavori si svolgevano in economia e anche per la Cattedrale fu così; infatti ci volle un decennio, dal 1950 al 1960, a cui si aggiunse un ulteriore quinquennio per l'arredo. I lavori furono curati da una ditta romana, “Ente Romano Edilizia” che però ingaggiò anche operai del posto. Il 28 giugno 1965 la Cattedrale fu inaugurata da Raffaele Calabria, arcivescovo di Benevento. La consacrazione si tenne invece nel 1987, con tutto l'episcopato della metropolia di Benevento guidato da mons. Carlo Minchiatti. La porta di bronzo, avendo subito anch'essa i danni della guerra, fu sottoposta a restauro a Roma, sotto la direzione del prof. Sergio Angelucci, e venne riconsegnata solo nel 1999, ben 56 anni dopo i bombardamenti del 1943. Nel 2005 Serafino Sprovieri, arcivescovo di Benevento, avviò l'iter burocratico per ottenere il finanziamento dalla Conferenza episcopale italiana per la riqualificazione della Cattedrale. L'intento era quello di risolvere il problema relativo all'umidità e di rifare la pavimentazione. Prima di procedere con i lavori, essendo l'area di interesse archeologico, fu informata l'autorità competente.
La cattedrale è stata oggetto di lavori di recupero e valorizzazione durati 7 anni (dal 2 maggio 2005 all'11 ottobre 2012). I lavori sono stati interrotti numerose volte a causa del ritrovamento di diversi reperti archeologici, quasi tutti afferenti al tardo periodo romano della città, in particolar modo legati al culto pagano-egiziano installatosi per poco tempo all'epoca. Tali ritrovamenti sono stati resi accessibili e visitabili, grazie al rialzamento della quota originaria della pavimentazione della Cattedrale di circa 30 cm.
È stata riaperta al pubblico con una cerimonia ufficiale l'11 ottobre 2012, in concomitanza con il nuovo anno pastorale e l'inizio dell'Anno della fede, nonché con il 50º anniversario dell'apertura del Concilio Vaticano II e del 20º del Catechismo della Chiesa cattolica. La celebrazione è stata presieduta da Andrea Mugione, arcivescovo metropolita di Benevento, hanno concelebrato mons. Serafino Sprovieri, arcivescovo emerito di Benevento, Francesco Zerrillo, vescovo emerito di Lucera-Troia, Valentino Di Cerbo, vescovo di Alife-Caiazzo e dom Beda Umberto Paluzzi, abate di Montevergine.

## Descrizione

### Esterno
Nel frontespizio della ricostruita cattedrale, figurano ancora la facciata romanica ed il campanile; si è conservata inoltre la cripta della chiesa primitiva, con resti di affreschi trecenteschi, mentre tutto il resto è risalente al XX secolo.

#### Facciata

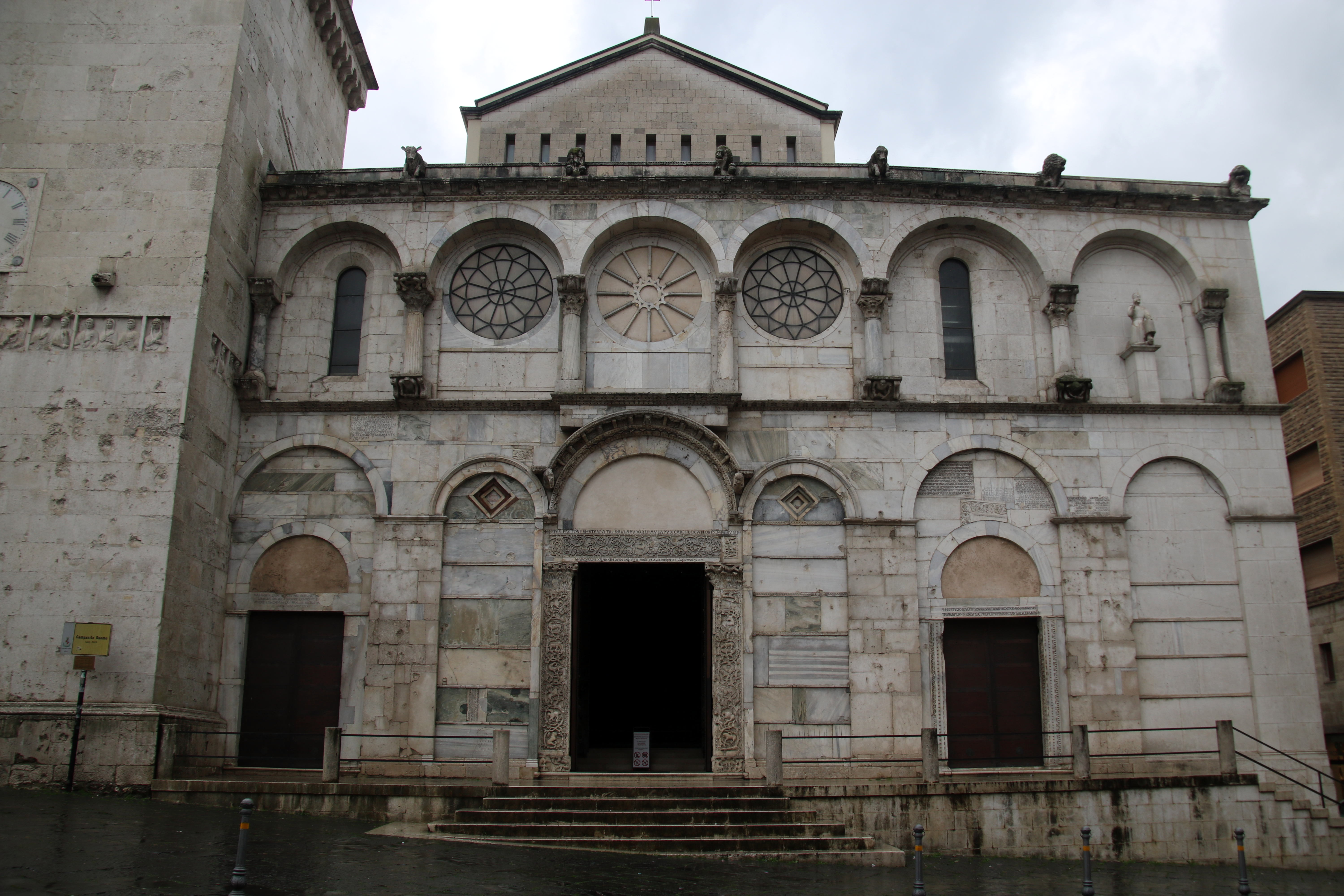
La facciata

La facciata del duomo, imponente e composita, risale alla fine del XIII secolo. Costruita interamente in marmo bianco, si rifà alla contemporanea architettura della Capitanata, di chiara derivazione pisana.
Si sviluppa su due ordini, entrambi articolati in sei arcate, con uno schema di simmetrie inteso come se, al posto del campanile, a sinistra ci fosse una settima arcata. Le arcate dell'ordine inferiore sono poco profonde; la più larga è quella contenente il portale principale. Questo è racchiuso fra un architrave e due stipiti riccamente decorati, così come l'arco che lo sormonta. Il tutto è accompagnato da un'iscrizione «sculpsit Rogerius», che si ritiene essere il vescovo sotto cui fu realizzata l'opera, più che l'artista.
Le due arcate ai lati di quella del portale sono le più strette; presentano una decorazione a listelli orizzontali, sormontata da un incavo a forma di losanga. La prima arcata a sinistra e la seconda da destra includono due portali minori, che insieme a quello principale vogliono richiamare l'idea della Trinità. Gli stipiti del portale di destra sono architravi romani reimpiegati; nella stessa arcata compaiono alcune iscrizioni funerarie, tratte dalle sepolture longobarde una volta presenti in piazza Duomo.
L'ordine superiore presenta arcate di larghezza più regolare, separate da colonnine a formare una loggia. Le colonnine poggiano su mensole e sono sormontate da capitelli decorati – le une e gli altri – con estrosa fantasia. L'arcata sopra il portone presenta una rosa con 12 colonnine radiali, nella quale si trovava un mosaico che rappresentava l'Agnello mistico. Nelle arcate adiacenti si aprono due oculi, mentre la prima e la quinta presentano una monofora ogivale. L'ultima a destra, infine, è occupata dalla statua di un Cavaliere, rigoroso ritratto della fine del XIII secolo, posto lì certamente dopo la distruzione della tomba o del monumento onorario di cui faceva parte.
La facciata è coronata da statue di leoni e vitelli.

##### Janua Maior

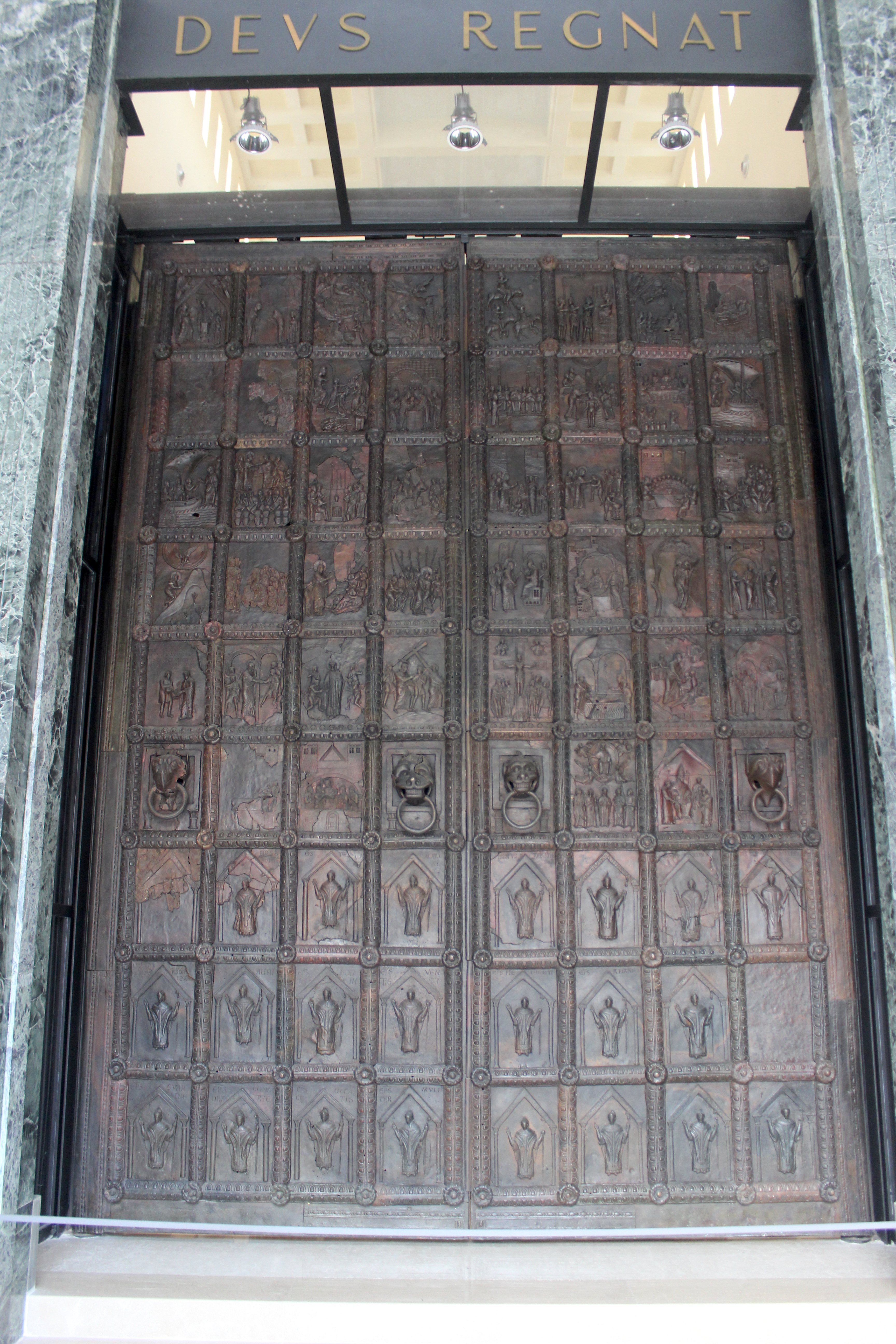
La Janua Major, forse opera di Oderisio da Benevento

La porta di bronzo, di autore sconosciuto, risalente ai secoli XII-XIII, è attualmente posta nell'atrio della Cattedrale. Di grande pregio artistico, è stata considerata dallo storico dell'arte Adolfo Venturi come "il maggior poema sacro dell'età romanica nel Mezzogiorno d'Italia".

#### Campanile

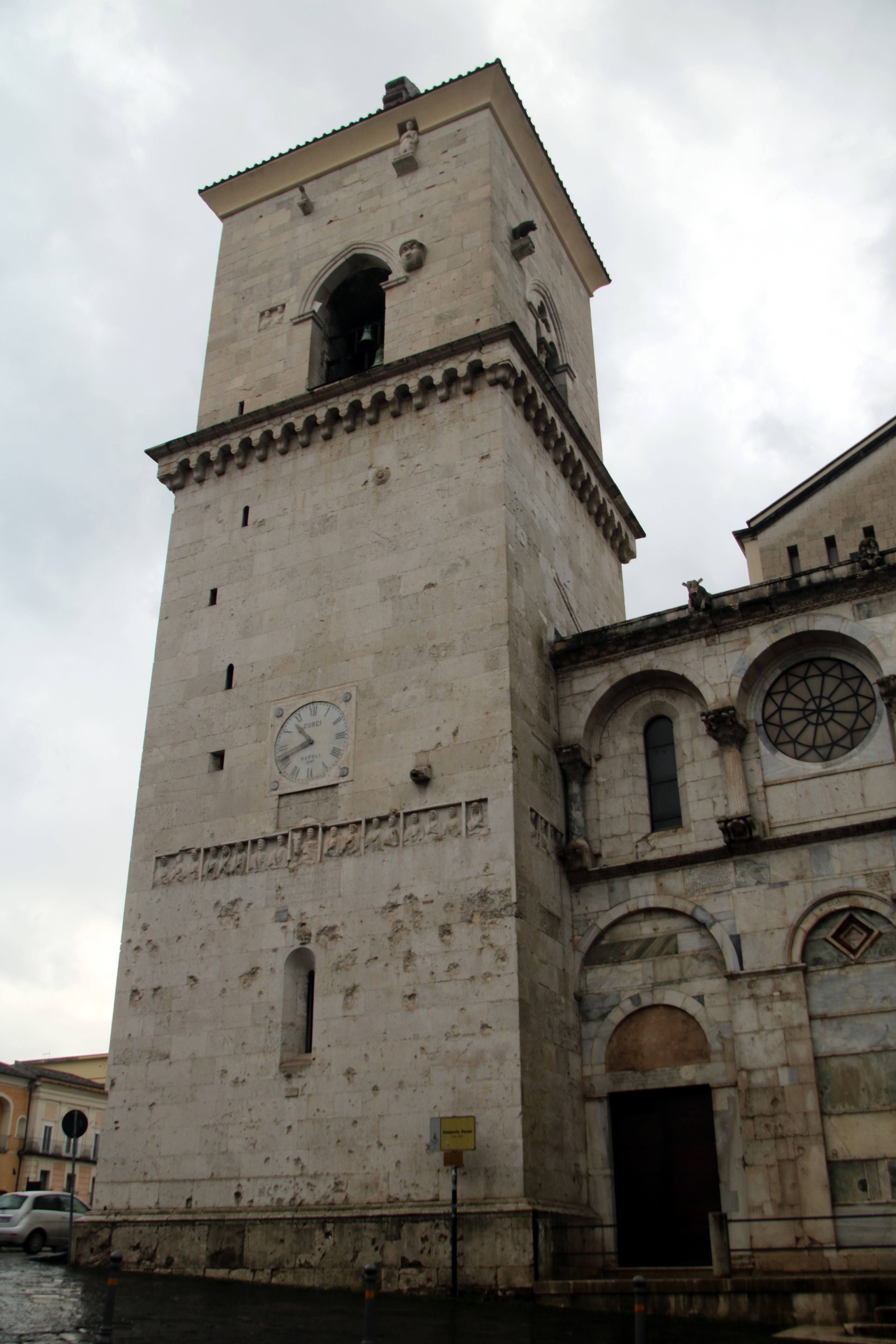
Il campanile

Il campanile, quadrato e possente, a blocchi di pietra bianca, fu innalzato dall'arcivescovo Romano Capodiferro a partire dall'11 febbraio 1279, come attesta un'epigrafe sulla facciata est; in seguito fu restaurato dal vescovo Orsini.
Sulla faccia anteriore del campanile è inserito un fregio costituito da 17 cippi figurati romani, che creano una successione serrata di pungenti ritratti funerari. L'utilizzazione di materiale di spoglio antico, molto diffuso nell'architettura medioevale beneventana, giunge qui ad un alto livello.
Nella facciata ovest può vedersi una lastra recante i resti di un labaro romano in metallo dorato, e soprattutto, alla base della facciata est, al di sopra dell'epigrafe, un rilievo rappresentante un cinghiale stolato e laureato. Riferito al mito di Diomede, leggendario fondatore della città, esso è forse il "totem" dei Sanniti Caudini o più semplicemente la figura di un animale pronto per il sacrificio a Cerere. Il cinghiale è, in ogni caso, rimasto nello stemma civico.
Un cornicione poggiante su archetti separa dal corpo la cella campanaria, su cui si aprono monofore o bifore ogivali.

### Interno

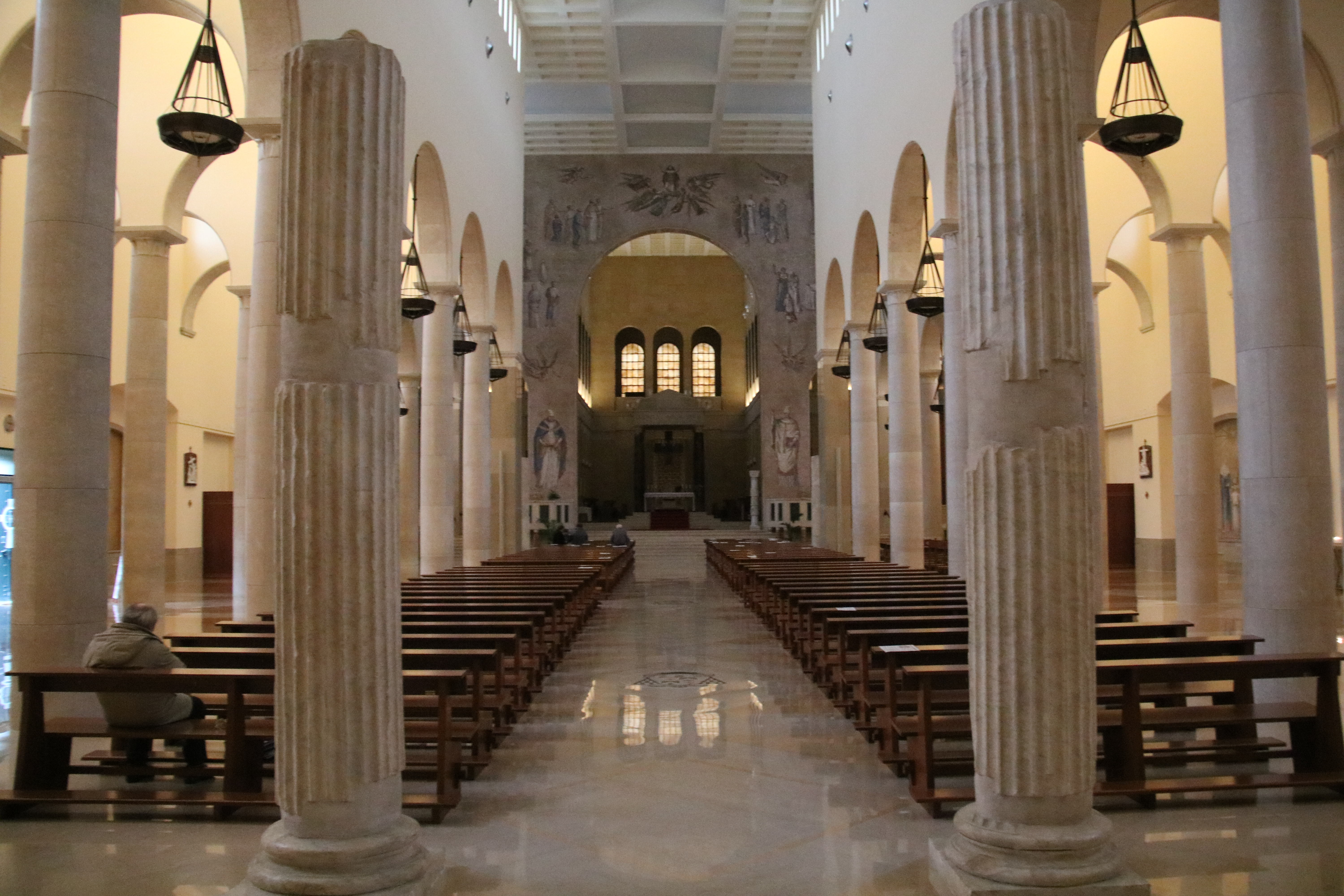
La navata centrale

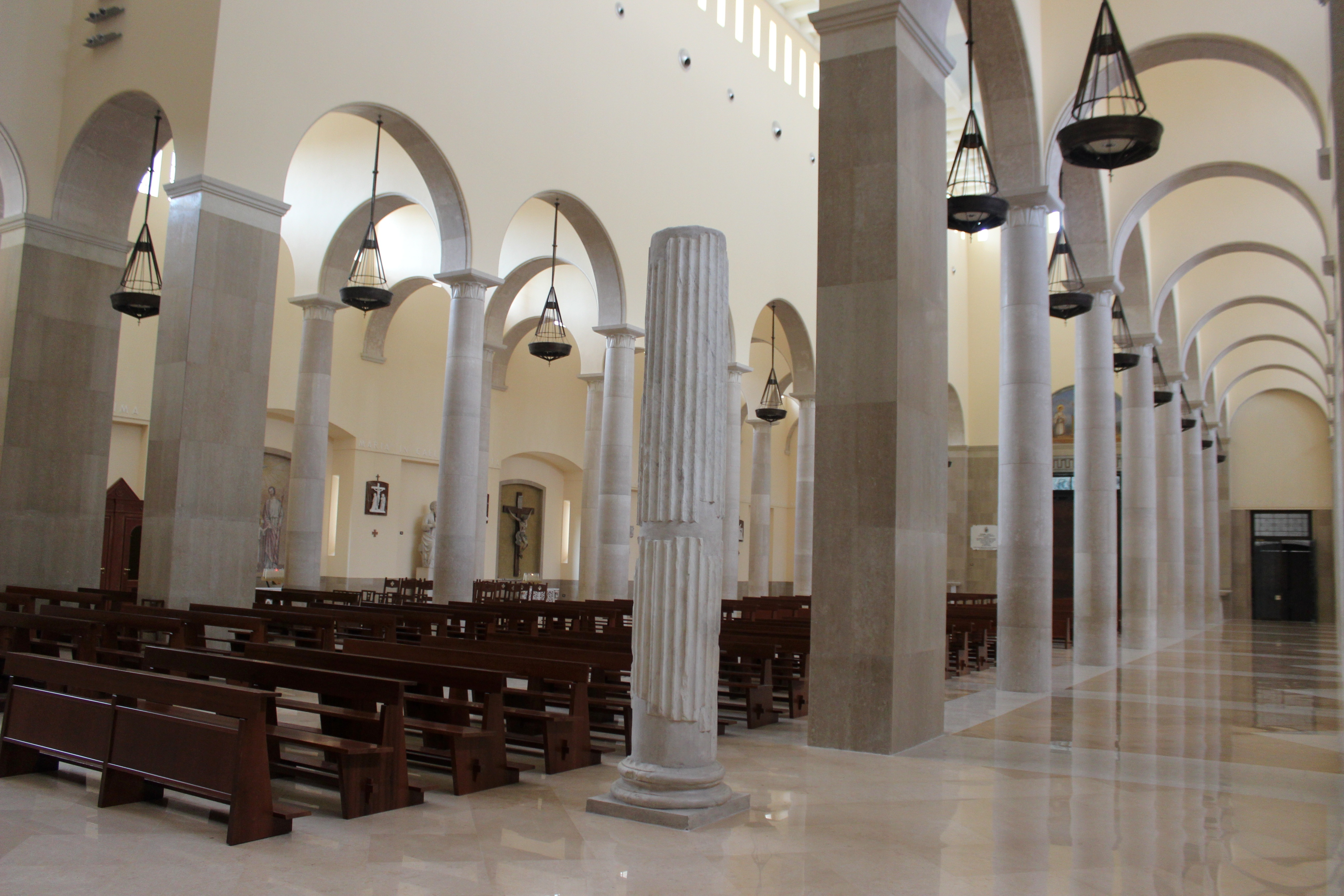
Interno verso la controfacciata

L'interno della cattedrale, interamente risalente alla ricostruzione del XX secolo, è severo e luminoso ed è a croce latina. Vi si accede attraverso un vestibolo solenne e sulla destra è il battistero che, sul portale d'ingresso, ha un bassorilievo marmoreo con il Battesimo di Gesù, di artista ignoto del primo Settecento, salvato dalla distruzione del tempio antico.
Sulla parte opposta, la grande statua marmorea di San Bartolomeo Apostolo di Nicola da Monteforte (primi del XIV secolo) è anch'essa sfuggita alla rovina. Il santo è rappresentato con i Vangeli nella mano sinistra e con un coltello, simbolo del martirio, nella destra.
L'aula è a tre navate, con le due laterali scandite in campate da coppie di archi poste trasversalmente. Dopo la settima campata, le navate laterali dimezzano la loro larghezza a favore della centrale, che termina con il grande arco trionfale, ornato da un mosaico raffigurante le Storie della Vergine, la sua Assunzione e i papi Pio IX e Pio XII, opere di Elena Schiavi.
Alla base dei piedritti dell'arco trionfale, ai lati del grande scalone che immette nel presbiterio, si levano gli amboni di marmo, con pannelli in bronzo di Vittorio di Colbertaldo rappresentanti i dodici Apostoli. Il presbiterio, rivestito di marmo giallo vicentino, impreziosito dalla luce dorata che filtra dalle lastre di alabastro dei grandi finestroni, è dominato dal solenne baldacchino dell'altare maggiore. Ai lati degli amboni sono gli ingressi della cripta, a cui è collegata quella del VII secolo, notevole per l'originalità della composizione movimentata.
Nel secondo altare di destra si trova un Crocefisso ligneo di Francesco Picano (1730). Molti degli altari sono ornati di mosaici moderni di R. Gregorini.
Quanto si è salvato dell'antico duomo è stato riutilizzato nella Cappella del SS. Sacramento, posta nella navata sinistra, dove diciotto colonne antiche scanalate, di marmo bianco, si succedono lungo le pareti dell'aula quadrangolare, reggendo sui loro capitelli dorici, decorati con un kyma ionico, la trabeazione dalla quale parte l'agile cupola.
La trabeazione è ornata da nuovi rilievi di Valerio De Corsent, raffiguranti La pesca miracolosa, La moltiplicazione dei pani, L'ultima cena e Il miracolo di Bolsena, mentre il paliotto marmoreo dell'altare con La Natività è quello originario, di ignoto napoletano della prima metà del secolo XVIII. Nella cappella si trova inoltre una statua di Giuseppe Moscati.

### Organo a canne
Nella cattedrale, si trova l'organo a canne Mascioni opus 870, costruito nel 1965 e dalla stessa ditta restaurato nel 2010.
Lo strumento è a trasmissione elettrica, con consolle mobile indipendente situata nel braccio destro del transetto ed avente tre tastiere di 61 note ciascuna e pedaliera concavo-radiale di 32 note. L'organo è interamente collocato sui due matronei laterali dell'abside, ad eccezione del Corale espressivo (prima tastiera), situato a pavimento nei pressi della consolle.